# خوسيه لافرديسيا
خوسيه لافرديسيا (مواليد 6 أغسطس 1960) هو مبارز بالسيف كوبي، مثّل بلاده في الألعاب الأولمبية الصيفية 1980.

## روابط رياضية
خوسيه لافرديسيا على موقع أوليمبيديا (الإنجليزية)